# Ратцебург (графство)
Графство Ратцебург (Grafschaft Ratzeburg) — феодальное княжество в Германии, существовавшее с 1143 по 1227 год.
В 1143 г. герцог Саксонии Генрих Лев отдал Ратцебург, Виттенбург и Гадебуш в лён Генриху фон Бадевиде, изгнанному из родовых владений Адольфом II, графом Гольштейна и Штормана. Также в состав нового графства вошли Рена, Царрентин и фогтство Мёльн.
В 1201 году Ратцебург захватил датский король Кнут VI. Его преемник Вальдемар II отдал графство своему племяннику Альбрехту II фон Орламюнде.
В 1227 г. герцог Саксонии Альбрехт I включил Ратцебург в состав своих владений.
Список графов Ратцебурга:
- 1143—1163 Генрих фон Бадевиде
- 1164—1190 Бернхард I, сын
- 1190—1198 Бернхард II, сын
- 1198—1199 Бернхард III, сын, ребёнок, регент — Адельгейда фон Вассель, вдова Бернхарда II
- 1200—1201 Адольф I фон Дассель, муж Адельгейды
- 1202—1227 Альбрехт II фон Орламюнде
- 1227 Альбрехт I, герцог Саксонии.